# Studenci na rzecz Demokratycznego Społeczeństwa
Studenci na rzecz Demokratycznego Społeczeństwa (ang. Students for a Democratic Society, SDS) – organizacja studencka działająca w Stanach Zjednoczonych od początku lat 60. do jej rozpadu w roku 1969, wywodząca się z nurtu nowej lewicy. Była największą organizacją tego typu. W różnych okresach swojej działalności koncentrowała się na kwestii praw obywatelskich kolorowych mieszkańców USA, wolności słowa i działalności antywojennej.

## Historia
Organizacja została założona w 1960 roku jako młodzieżówka organizacji League for Industrial Democracy (LID). LID był organizacją socjaldemokratyczną, bardzo mocno anty-komunistyczną. Manifest SDS nosił tytuł "Oświadczenie z Port Huron" (ang. The Port Huron Statement), został zredagowany przez Toma Haydena, wzywał do stworzenia demokracji bezpośredniej.
W latach 1964–1965 SDS próbował stworzyć "międzyrasowy ruch ubogich" poprzez organizowanie związków zawodowych na północy USA. Liderzy SDS mieli nadzieję, że uda się stworzyć sojusz między ubogimi białymi Amerykanami a czarnymi obywatelami USA i w ten sposób uda się wzmocnić Ruch Praw Obywatelskich. Plan ten się nie powiódł.
W 1965 SDS zorganizował pierwszą ogólnonarodową demonstrację przeciwko wojnie wietnamskiej.
Liczebność organizacji rosła na przestrzeni lat 60. W 1964 wynosiła jedynie 2 500 członków, w 1968 między 80 a 100 tysięcy. Organizacja została rozwiązana w 1969 roku.